# Ceropegia exigua
Ceropegia exigua är en oleanderväxtart som först beskrevs av H. Huber, och fick sitt nu gällande namn av Michael George Gilbert och P. T. Li. Ceropegia exigua ingår i släktet Ceropegia och familjen oleanderväxter. Inga underarter finns listade i Catalogue of Life.